# 小行星9376
小行星9376（英語：9376 Thionville）是一颗围绕太阳公转的小行星。1993年7月20日，艾瑞克·怀特·埃尔斯特在拉西拉天文台发现了此天体。
这颗小行星的绝对星等为196.6106759966109等。